# Ние сме баща ти
„Ние сме баща ти“ (на английски: Fathers' Day) е американска комедия от 1997 г. на режисьора Айвън Рейтман. Във филма участват Робин Уилямс, Били Кристъл, Джулия-Луис Дрейфъс и Настася Кински. Филмът е римейк на френския филм „Бащите“ от 1983 г.